# Lars Larsson (futbolista)
Lars Larsson (Trelleborg, 16 de marzo de 1962 - Malmö, 8 de marzo de 2015) fue un futbolista sueco que jugaba en la demarcación de delantero.

## Biografía
Debutó como futbolista en 1979 con el IFK Trelleborg, equipo de su ciudad natal. Jugó en el club durante dos años, y tras marcar 35 goles en 49 partidos, el Malmö FF se hizo con sus servicios en 1982. Jugó dos años en el equipo, hasta que en 1984 se fue traspasado al Atalanta BC italiano. Tan sólo jugó cuatro partidos de liga debido a una lesión que sufrió durante gran parte de la temporada. En 1985 volvió al Malmö FF. En 1986 ganó la Copa de Suecia y la Allsvenskan. En 1987 consiguió ser el máximo goleador de la Allsvenskan con un total de 19 goles, aunque no fue suficiente para conseguir el título de liga. En 1988 ganó por segunda vez la Allsvenskan, y en 1989 la Copa de Suecia. En 1992 dejó el equipo para fichar por el Trelleborgs FF, donde se retiró en 1993. Tras su retiro, fue el entrenador del Tomelilla IF durante un año. Además se convirtió en el segundo entrenador del Malmö FF y del Trelleborgs FF, del cual fue entrenador del juvenil desde 1999 a 2001.
Falleció el 8 de marzo de 2015 en Malmö a los 52 años de edad tras una corta enfermedad.

## Selección nacional
Jugó para la selección de fútbol de Suecia en un total de nueve encuentros. Debutó el 6 de junio de 1984 contra Dinamarca en un partido amistoso que finalizó por 0-1. También jugó la clasificación para la Copa Mundial de Fútbol de 1986, donde jugó dos partidos, y marcó en el primero de ellos contra Checoslovaquia. Jugó su último partido el 12 de agosto de 1987 en un partido amistoso contra Noruega.

## Clubes
| Club           | País   | Año         | Partidos | Goles |
| -------------- | ------ | ----------- | -------- | ----- |
| IFK Trelleborg | Suecia | 1979 - 1981 | 49       | 35    |
| Malmö FF       | Suecia | 1982 - 1984 | 34       | 16    |
| Atalanta BC    | Italia | 1984 - 1985 | 4        | 0     |
| Malmö FF       | Suecia | 1985 - 1991 | 63       | 36    |
| Trelleborgs FF | Suecia | 1992 - 1993 | 2        | 0     |

## Palmarés

### Campeonatos nacionales
| Título         | Club     | País   | Año  |
| -------------- | -------- | ------ | ---- |
| Copa de Suecia | Malmö FF | Suecia | 1984 |
| Copa de Suecia | Malmö FF | Suecia | 1986 |
| Copa de Suecia | Malmö FF | Suecia | 1989 |
| Allsvenskan    | Malmö FF | Suecia | 1986 |
| Allsvenskan    | Malmö FF | Suecia | 1988 |

### Distinciones individuales
| Título                            | Club     | País   | Año  |
| --------------------------------- | -------- | ------ | ---- |
| Máximo goleador de la Allsvenskan | Malmö FF | Suecia | 1987 |